# Lorenzo Azúa Torres
Lorenzo Azúa Torres (Tecolutla, Veracruz, fecha desconocida-9 de marzo de 1972) fue un político mexicano, miembro del Partido Revolucionario Institucional (PRI). Fue líder de la Confederación Nacional Campesina (CNC) y diputado federal de 1952 a 1955.

## Biografía
Orinario de Tocolutla, se desconocen sus estudios básicos. Fue desde temprana edad campesino y pronto empezó a destacar en la organización política de los mismos; por lo que se unió al líder agrarista Úrsulo Galván Reyes con quien fue confundador de la Liga de Comunidades Agrarias del Estado de Veracruz en 1923 y de la que llegó a ser secretario general, y de la Liga Nacional Campesina en 1926.
Tras la muerte de Galván en 1930, fue cofundador de la Confederación Nacional Campesina (CNC) y en dos ocasiones fue elegido diputado al Congreso del Estado de Veracruz. En 1952 es elegido diputado federal por el Distrito 6 de Veracruz para la XLII Legislatura que concluiría en 1955.
Simultáneamente, fue de 1953 a 1954, secretario general de la CNC. Falleció el día 9 de marzo de 1972.